# Galeola
Galeola es un género de orquídeas de hábitos terrestres. Se compone de seis especies que se producen en Indochina, Malasia, Indonesia y Filipinas, desde el nivel del mar hasta los 1.700 metros, por lo general en áreas abiertas cerca de los rastrojos, porque es un género de plantas saprofitas que viven en estrecha simbiosis con hongos micorrizas. 

## Descripción
Se considera la mayor planta saprófita existente. No tienen hojas ní clorofila, y se apoyan en los arbustos de acogida por medio de raíces que brotan de los nodos de sus tallos rojizos. Se distingue del género morfológicamente más cercano Erythrorchis por sus flores, que son externamente pubescentes, las del segundo son lisas. Sus semillas son aladas. Los estudios moleculares muestran que su pariente más cercano es Cyrtosia y que algunas de las especies ahora consideradas parte de  Galeola en realidad deberían ser clasificadas en Cyrtosia, por ejemplo Galeola faberi y Galeola lindleyana. Su especie más común es Galeola nudifolia.

## EspeciesdeGaleola
- Galeola cathcartii Hook.f. (1890)
- Galeola faberi Rolfe (1896)
- Galeola falconeri Hook.f. (1890)
- Galeola humblotii Rchb.f. (1885)
- Galeola lindleyana (Hook.f. & Thomson) Rchb.f. (1865)
- Galeola nudifolia Lour. (1790) - especie tipo